# 朗善邨
朗善邨（英語：Long Shin Estate）是香港房屋委員會轄下的一個公共屋邨，項目編號為YL40，位於香港新界元朗凹頭友善街11及12號，屋邨由友善街與青山公路交界處兩側三幅獨立的地塊組成。該發展項目涵蓋三幢樓高16-20層的非標準住宅大樓，屋邨佔地面積約3.71公頃，以及一幢單層商場，提供約700平方米零售面積。整個項目提供1203個單位，可供約3400人入住。
項目由房屋署總建築師（1）負責整體設計及由李景勳、雷煥庭建築師有限公司作詳細設計。由新昌營造集團有限公司興建，於2017年2月23日入伙，朗善邨前身為前凹頭政府職員宿舍。

## 屋邨特色

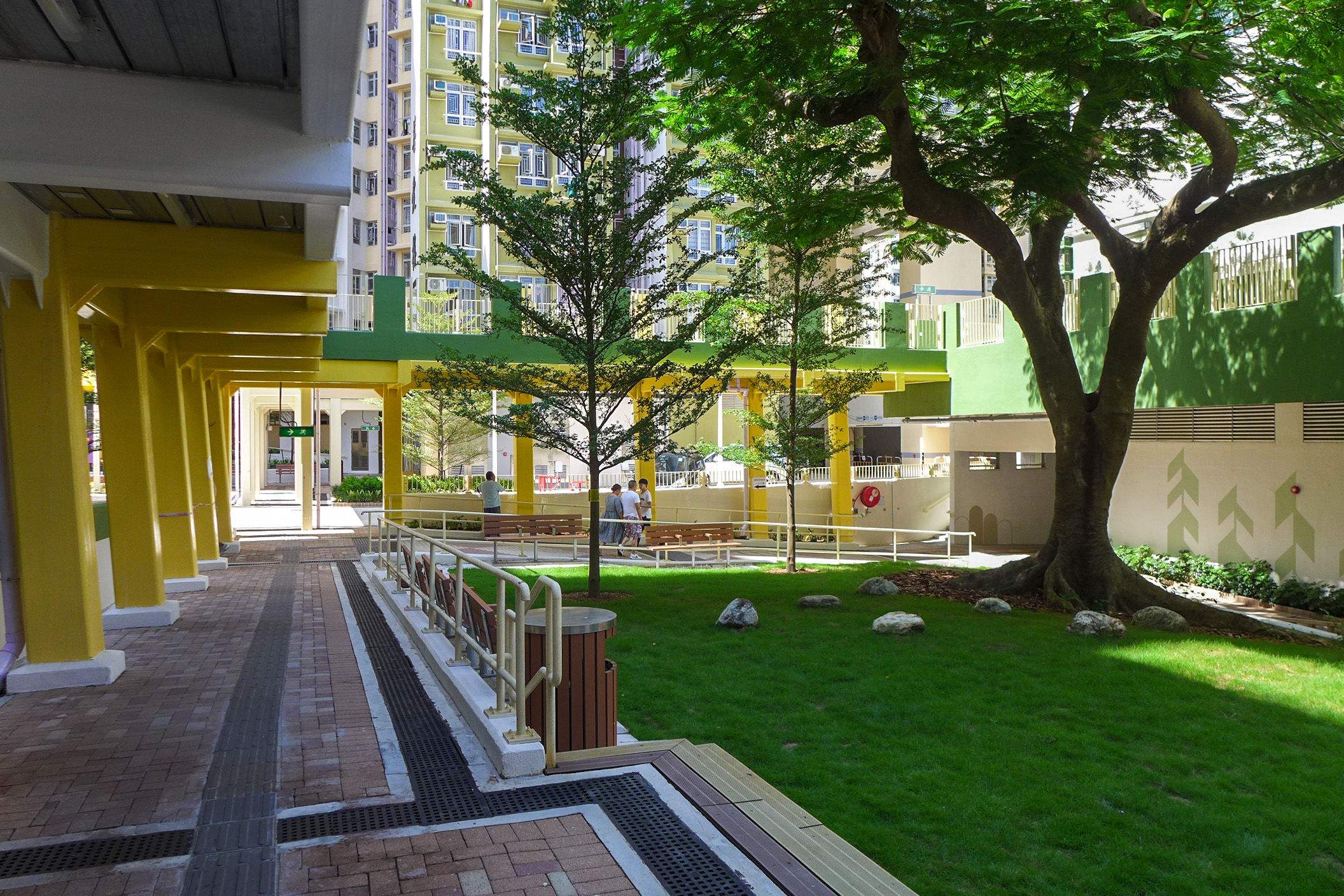
庭院保留前凹頭政府職員宿舍的樹木

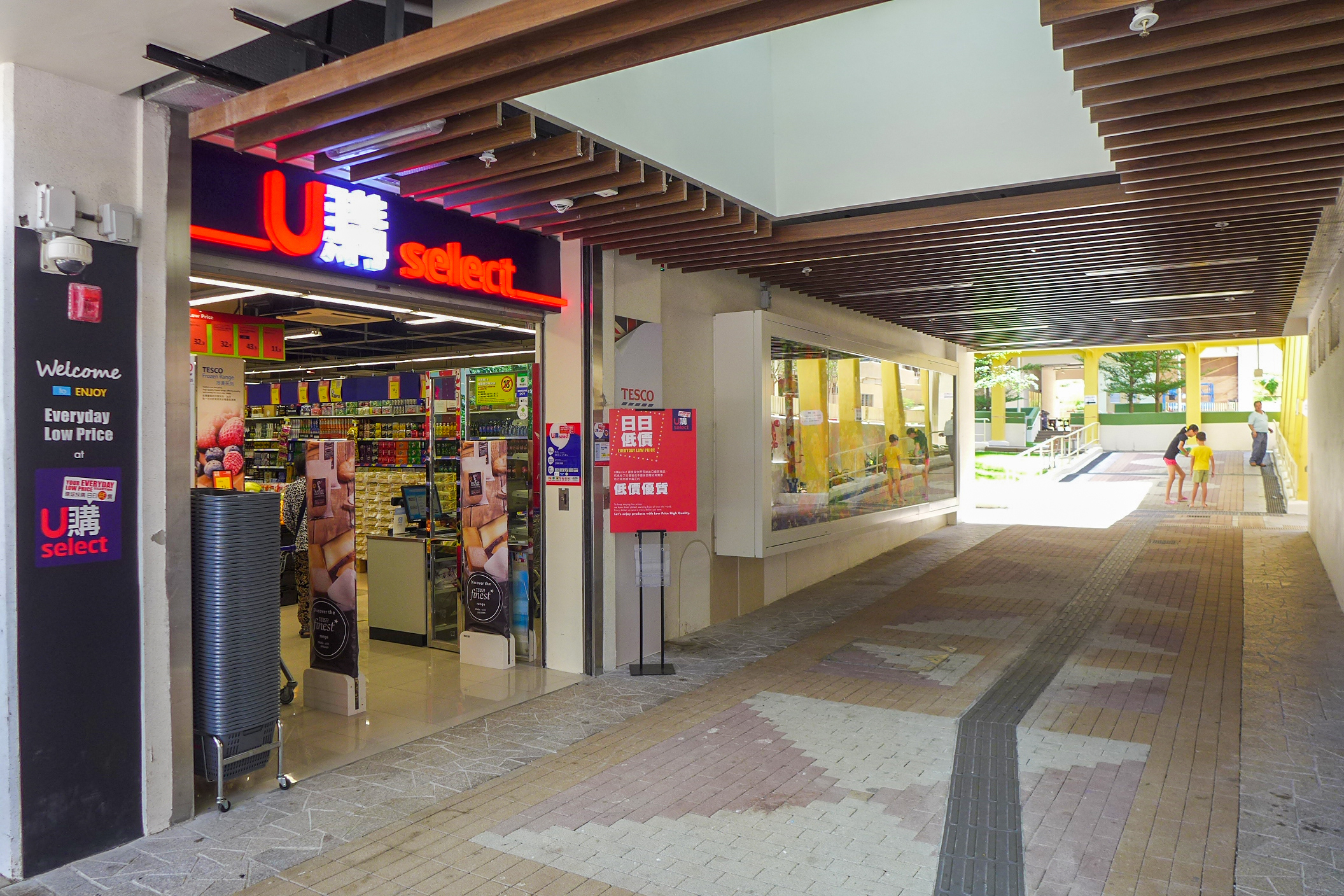
朗善商場商店

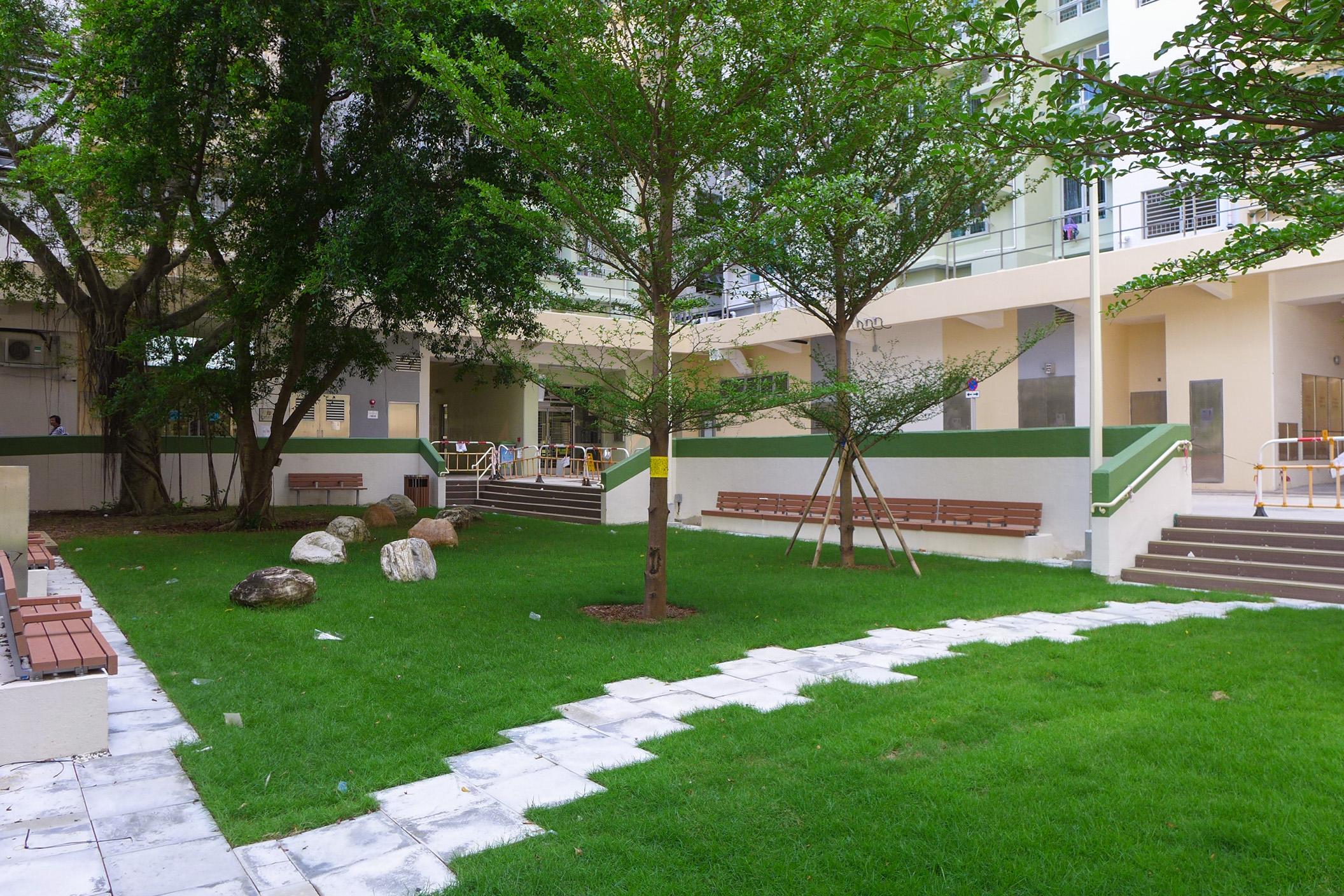
草坪

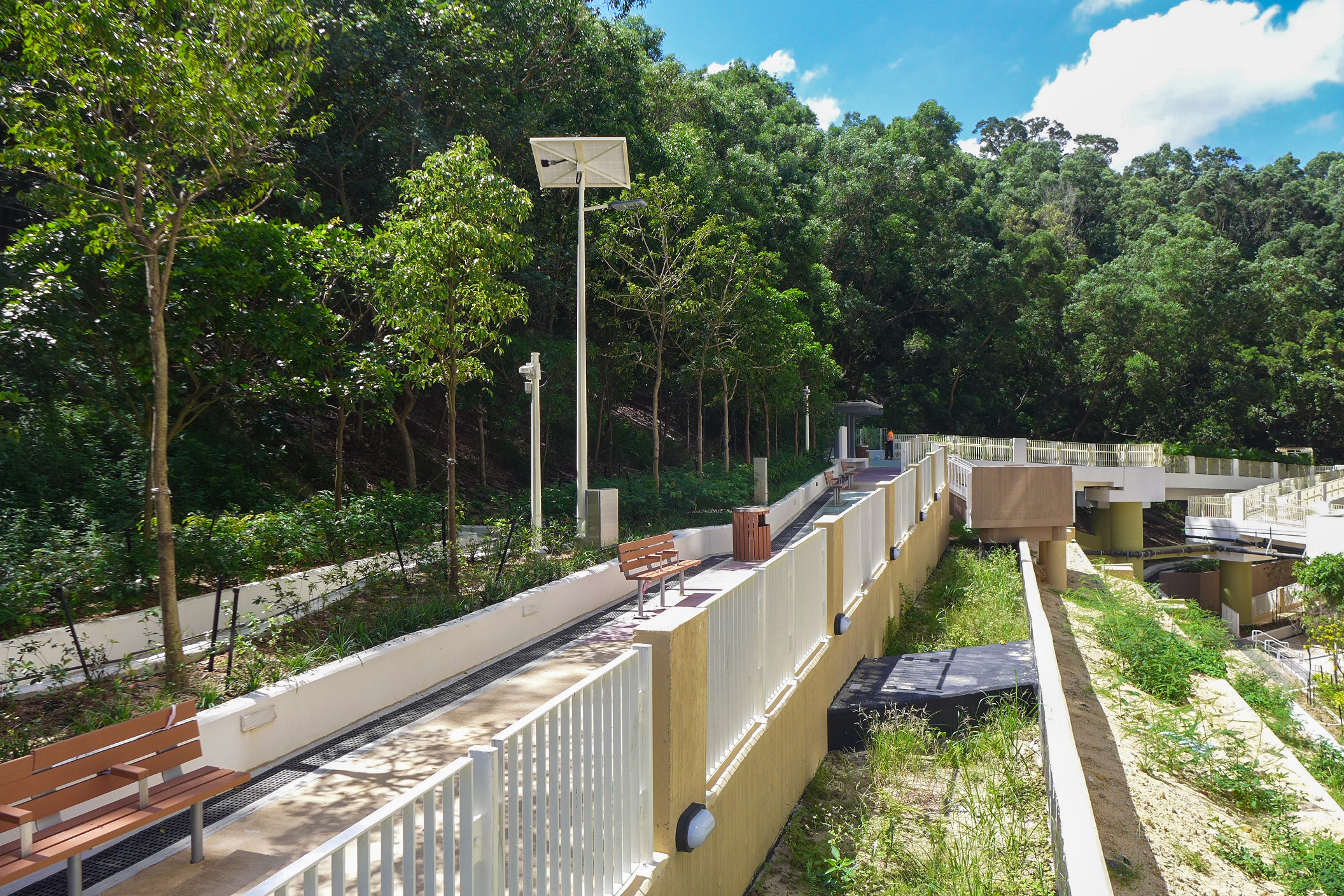
階梯式盤栽的園景台階

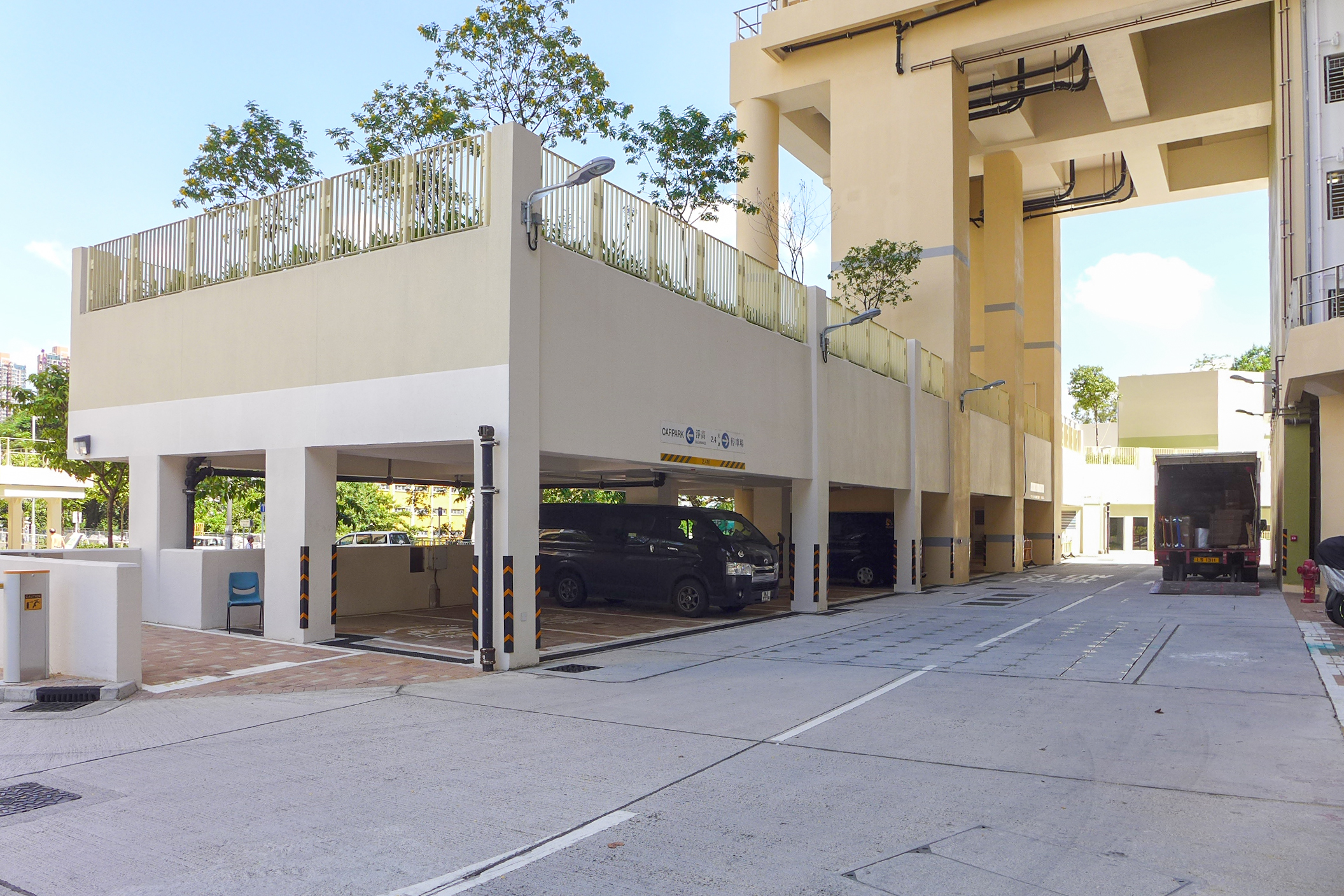
停車場南面

朗善邨榮獲香港綠色建築議會頒發「綠建環評」1.2版的「暫定鉑金」評級，並獲中國綠色建築與節能（香港）委員會給予中國綠色建築設計標識最高的「三星」評級。
屋邨位於半鄉郊地區，締造可持續發展和健康的生活環境。善良樓與善愛樓之間的社區園圃、屋邨北端的鄉村廣場、屋邨東面的園景台階和休閒小徑均開放予公眾人士使用，以促進社區互動，讓住戶與附近居民和諧共融。
所有住宅大樓的佈局和坐向均經過悉心設計，盡量令四周景觀開揚，減少大樓之間互相對望的情況。
屋邨提供園景休憩用地，整體綠化率佔地盤面積約三成，為住戶締造美好的生活環境。邨內設有三個社區遊樂場地，提供各類遊樂設施和健身區，並設有一個籃球場和一條休閒小徑，滿足住戶康樂需要。園景設計包括大型階梯式盤栽的園景台階、社區園圃、鄉村廣場等，為住戶和附近居民提供互動、聚會、舉行節日活動和消閒的場地。
邨內還採用多項環保設施，例如：生物滯留雨水收集灌溉系統，從斜坡收集雨水，經處理後用於灌溉植物；住宅大樓天台上裝設太陽能板，收集太陽能發電；重用現有的路磚鋪設屋邨入囗通道；以及在住宅大樓和垃圾收集站建造綠化天台。這些措施均有助提倡綠色生活，提高環保意識。
休閒小徑和大型階梯式盆栽的園景台階位於屋邨與蠔殻山山邊之間，行人可經升降機塔和接駁天橋前往。此外，山坡種植大量本地品種的植物，種類豐富多樣，不同植物的枝葉花果形態各異，讓居民感受大自然的美態。
屋邨的植物品種分為外來和本地品種。住宅範圍由栽種本地品種的綠化帶環繞，由善良樓北面的屋邨外圍，沿園景台階、休閒小徑、垃圾收集站的綠化天台，一直伸至善勇樓南面為止。

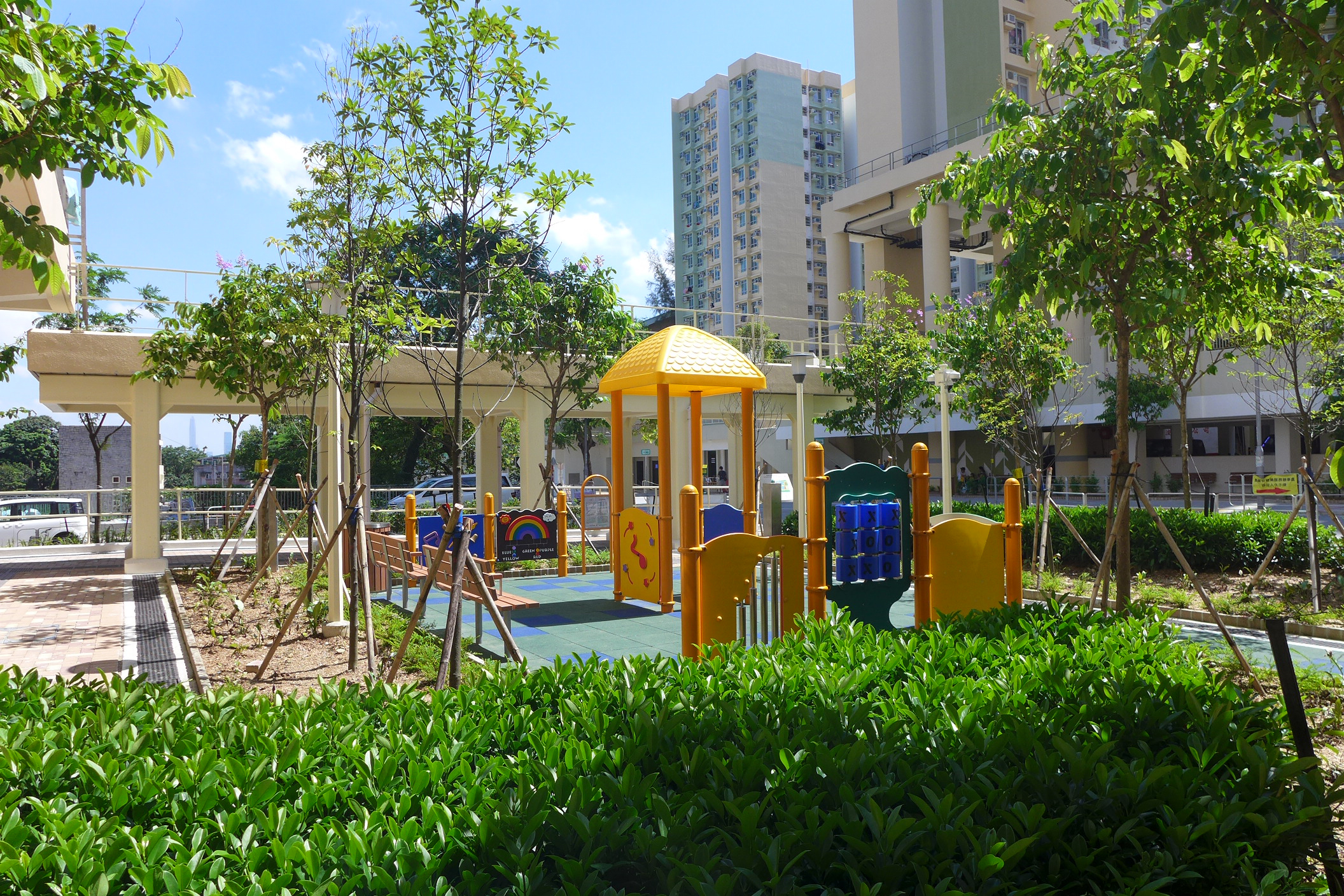
兒童遊樂場
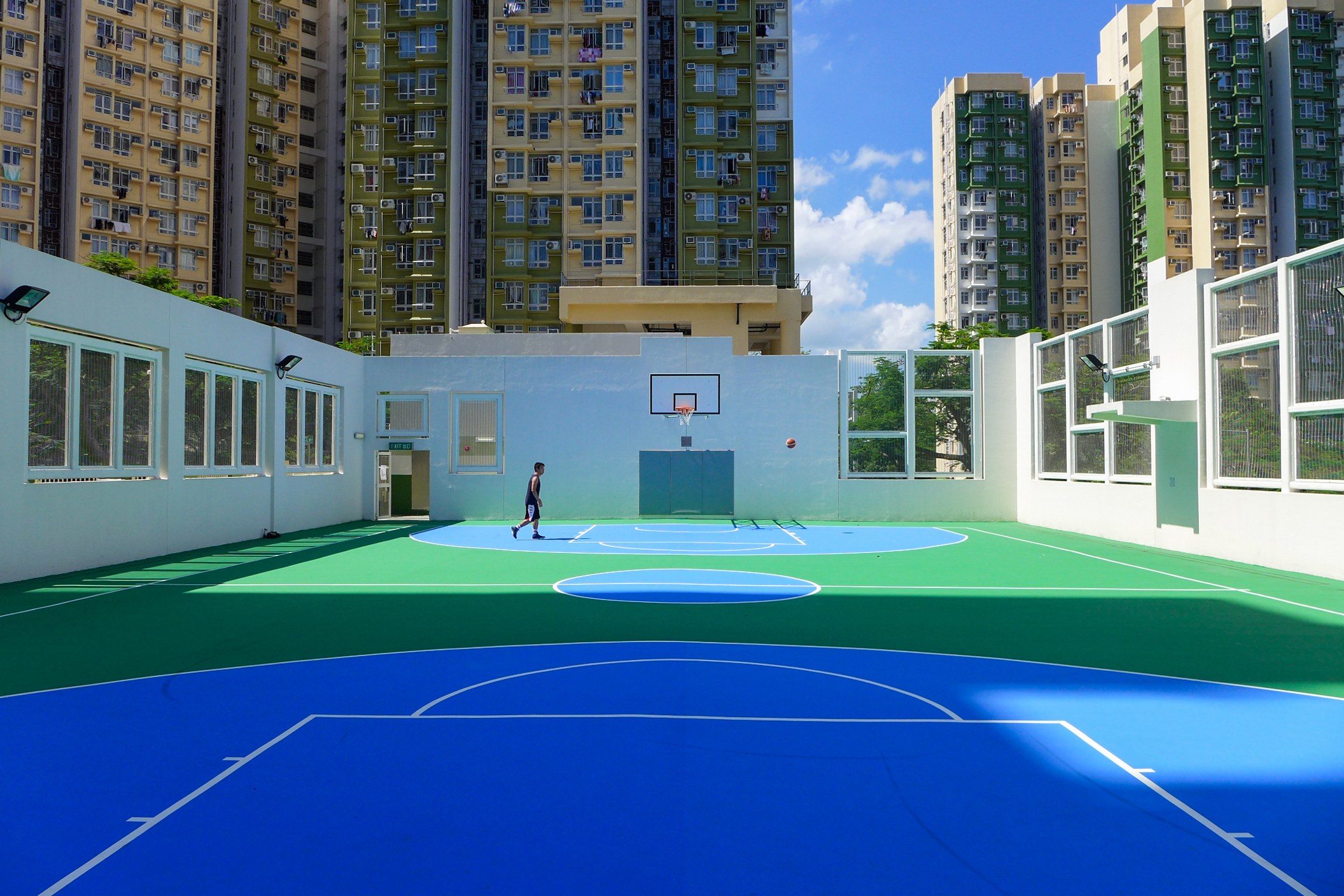
平台上的籃球場
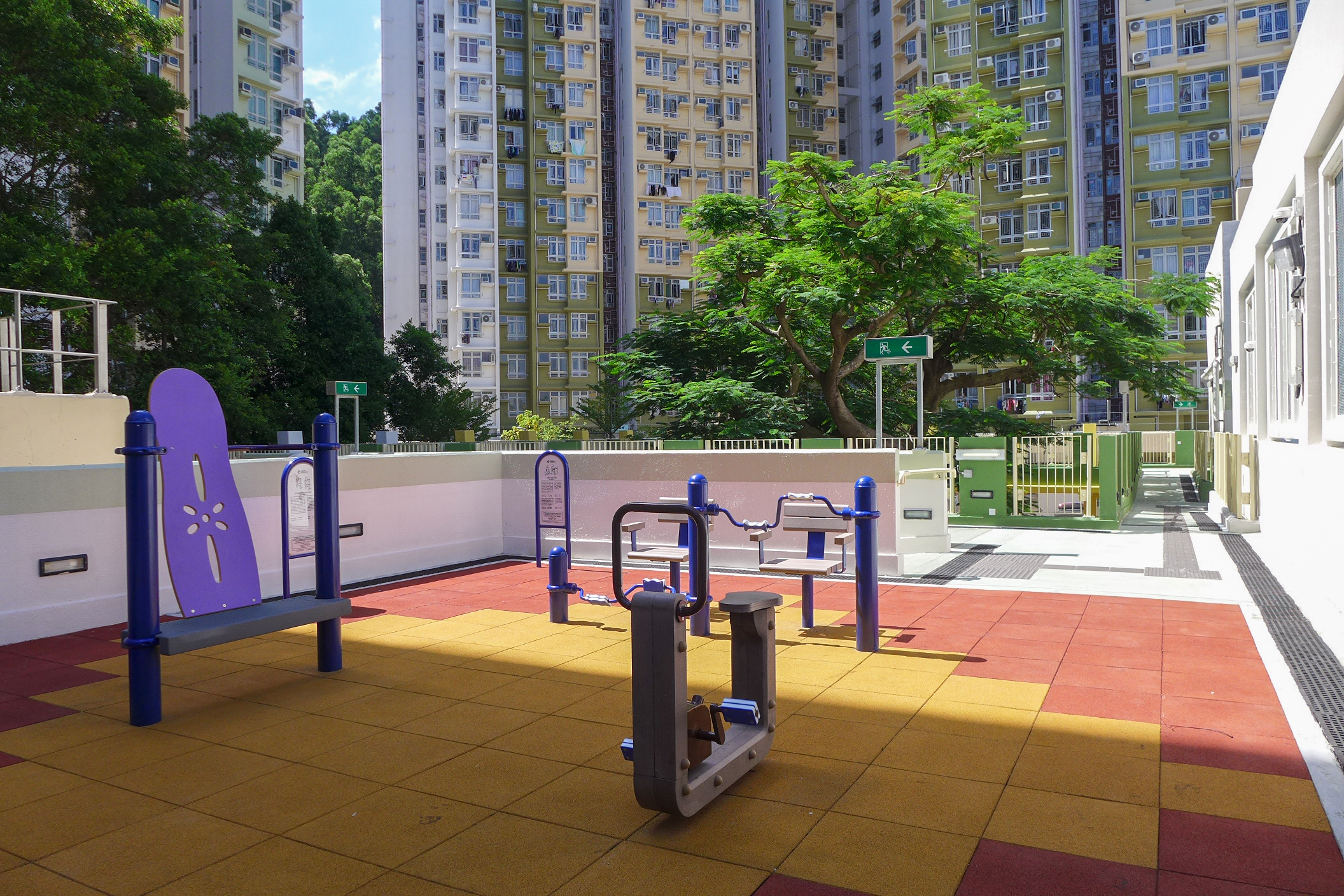
平台上的健身區
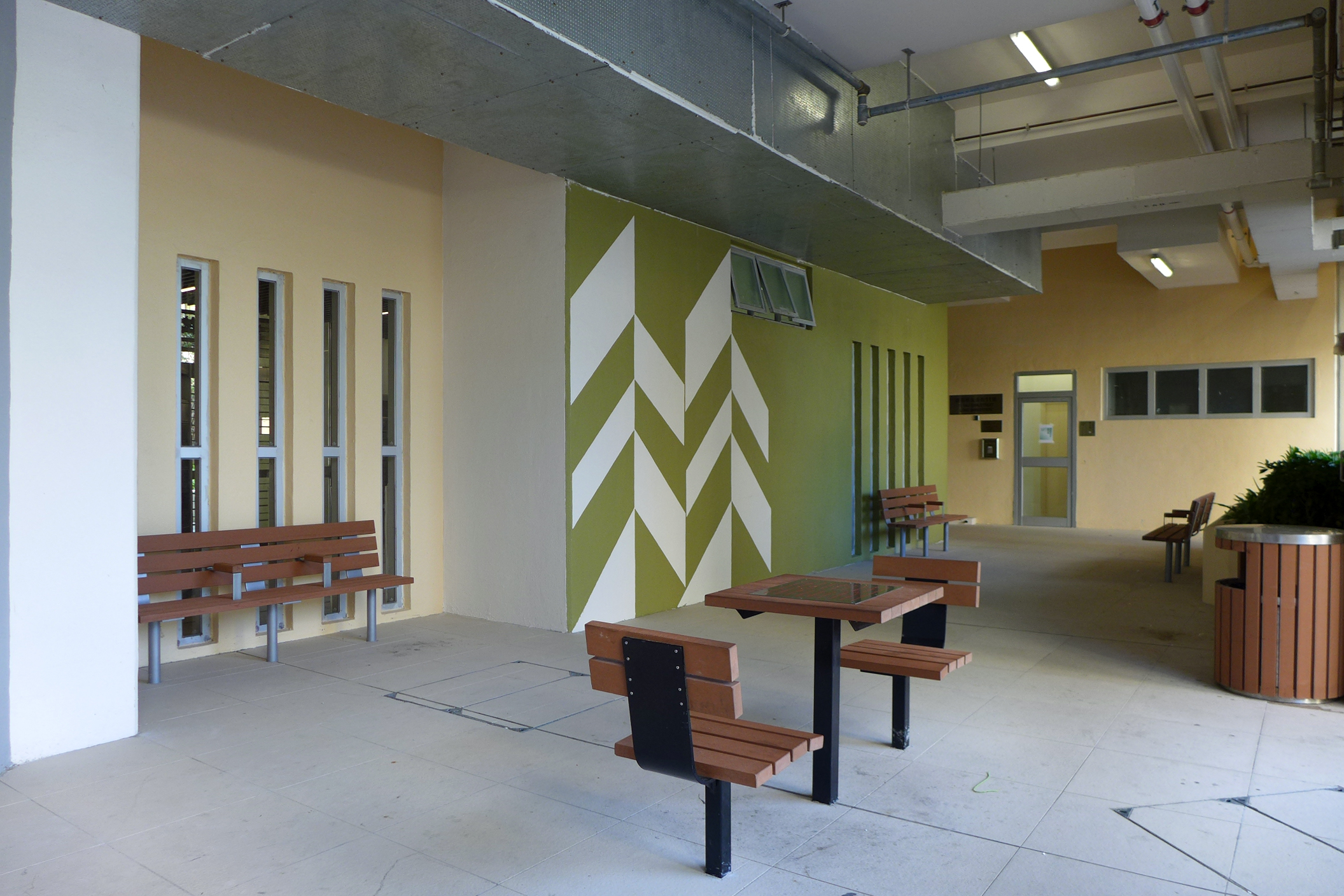
大廈內的閒座區

## 屋邨資料

### 樓宇

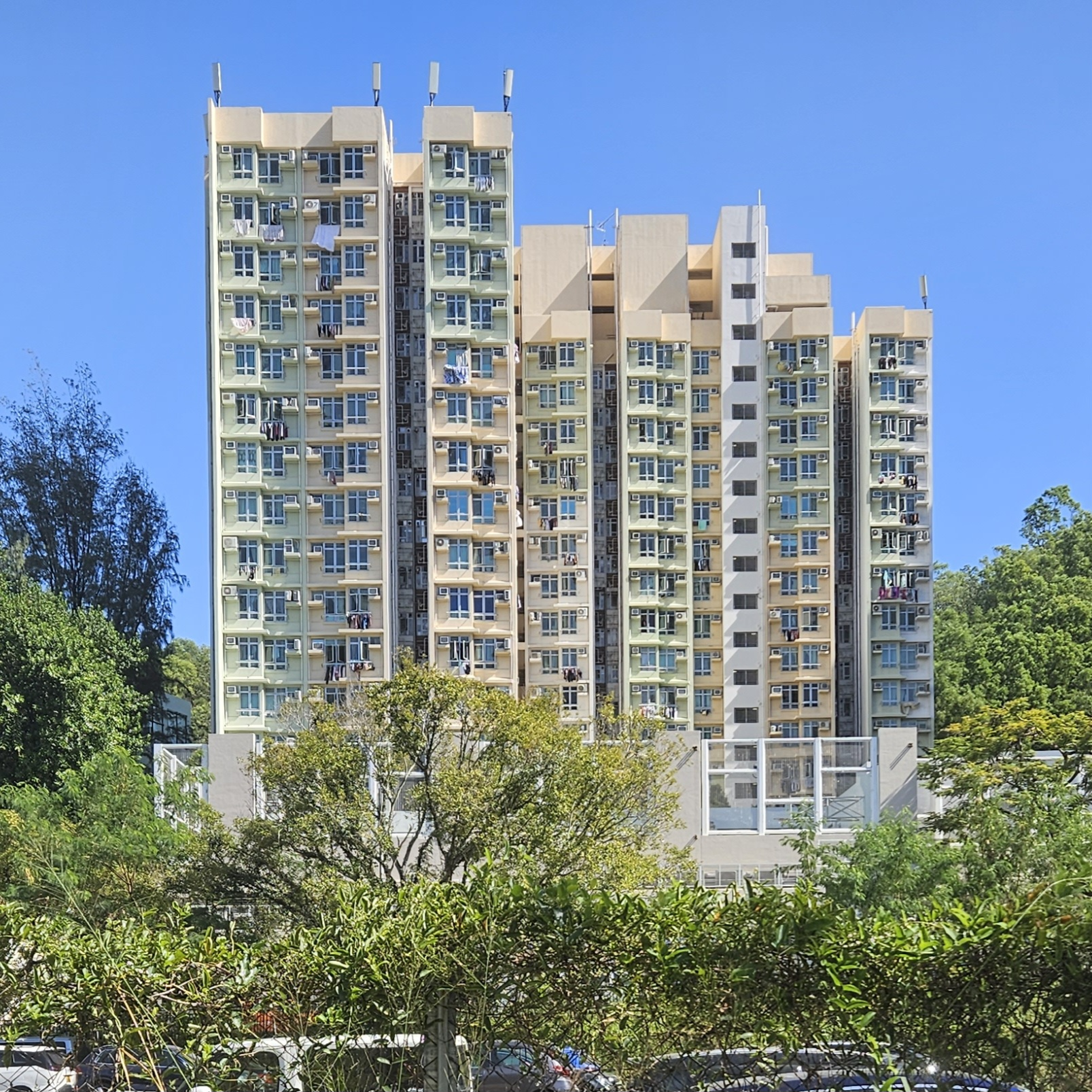
善良樓

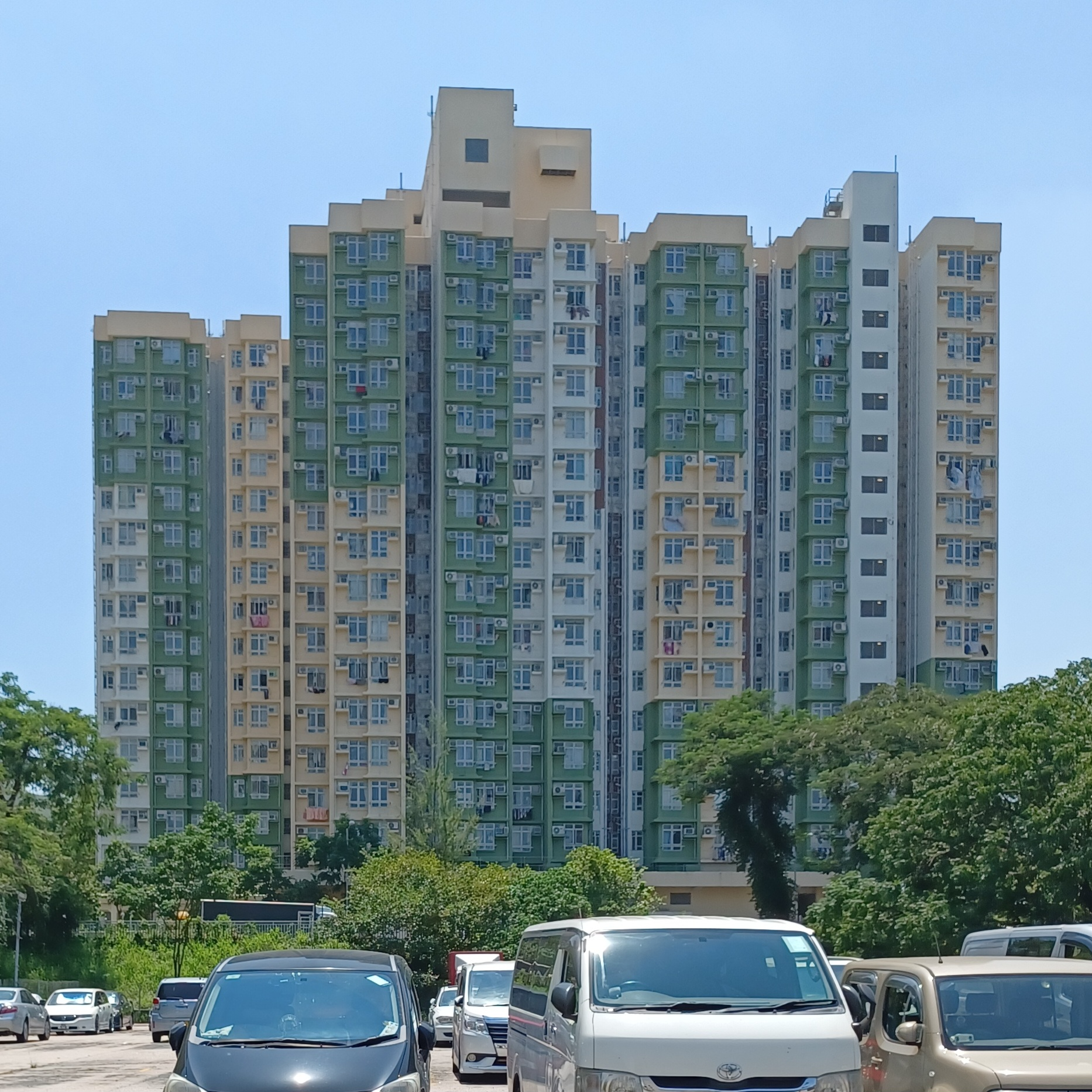
善勇樓

| 樓宇名稱（座號） | 門牌號碼   | 樓宇類型                    | 落成年份 | 樓宇層數 （住宅層數） | 每層伙數                                                     | 單位數目（伙） | 建築師                                             | 承建商               | 提供升降機的廠商 |
| ---------------- | ---------- | --------------------------- | -------- | --------------------- | ------------------------------------------------------------ | -------------- | -------------------------------------------------- | -------------------- | ---------------- |
| 善良樓（第1座）  | 友善街11號 | 非標準設計大廈 （L型）      | 2017年   | 16（1-15樓）          | 22（1-9樓） 10樓不設21與22號單位 11-15樓不設20至22號單位     | 313            | 房屋署總建築師（1）、 李景勳、雷煥庭建築師有限公司 | 新昌營造集團有限公司 | 富士達           |
| 善愛樓（第2座）  | 友善街11號 | 非標準設計大廈 （其他類型） | 2017年   | 20（1-19樓）          | 1-2樓不設1至4以及24號單位 3-4樓不設1至4號單位 29伙（5-19樓） | 533            | 房屋署總建築師（1）、 李景勳、雷煥庭建築師有限公司 | 新昌營造集團有限公司 | 富士達           |
| 善勇樓（第3座）  | 友善街12號 | 非標準設計大廈 （Z型）      | 2017年   | 16（1-15樓）          | 1樓不設1至3號單位 24（2-15樓）                               | 357            | 房屋署總建築師（1）、 李景勳、雷煥庭建築師有限公司 | 新昌營造集團有限公司 | 富士達           |

## 設施
- 屋邨辦事處︰新界元朗凹頭友善街11號朗善邨善良樓地下
- 朗善商場
- 食肆
- U購Select超級市場
- 便利店
- 自動櫃員機
- 停車場
- 單車停泊架
- 社區遊樂場地
- 社區園圃
- 休閒小徑
- 觀賞徑及有蓋行人路
- 升降機塔及接駁天橋
- 園景台階
- 生物滯留雨水收集系統
- 乒乓球枱（兩張）
- 社區農圃
- 鄉村廣場
- 籃球場（一個）

## 交通
屋邨受到友善街路面闊度限制，專利巴士未能進入，故此巴士只能在最近的東成里巴士站停靠。目前只有小巴609及609B號綫在朗善邨設站，服務時間亦只到22:30交通頗為不便。

## 建築期間的圖片庫

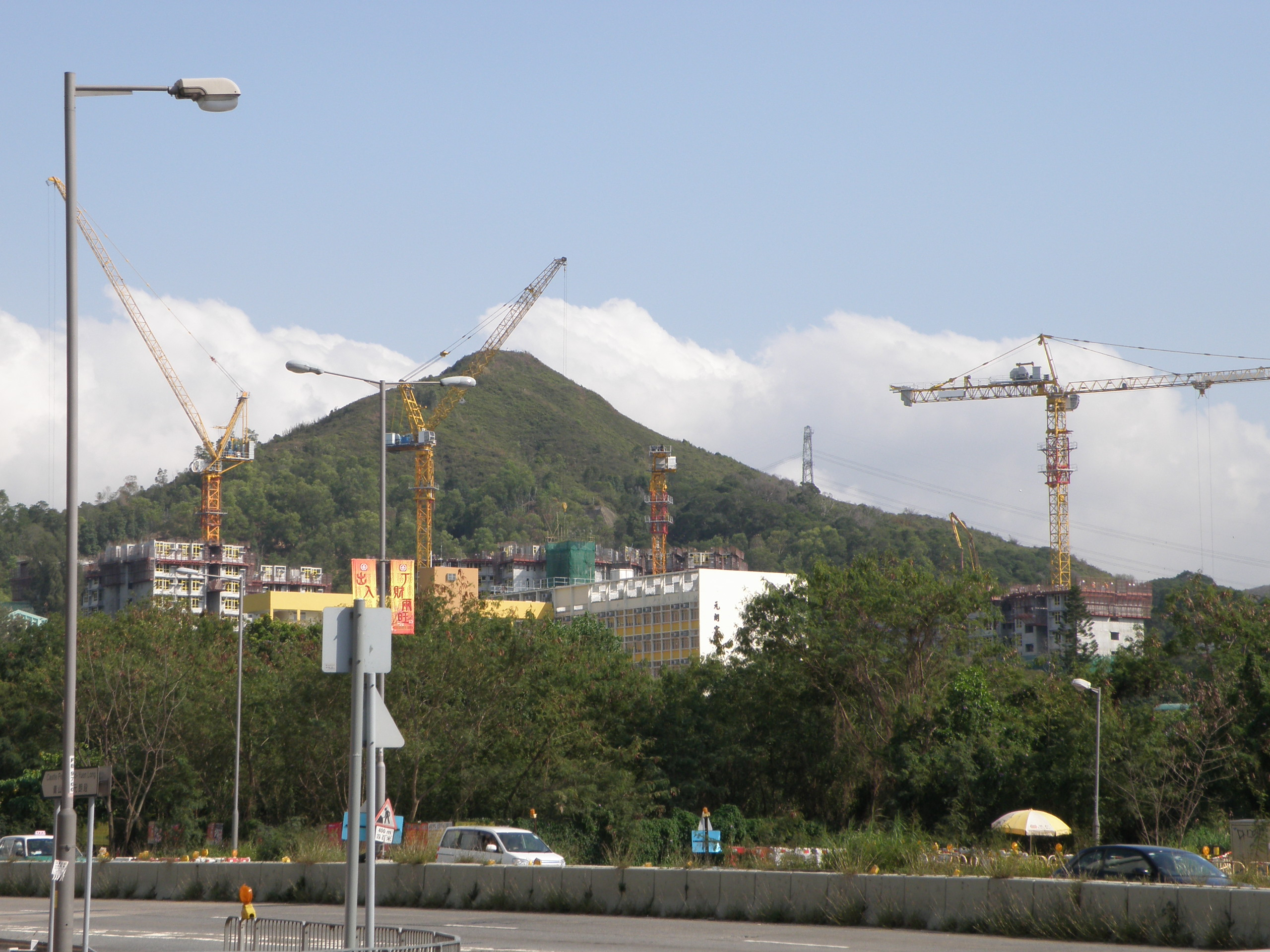
2015年2月
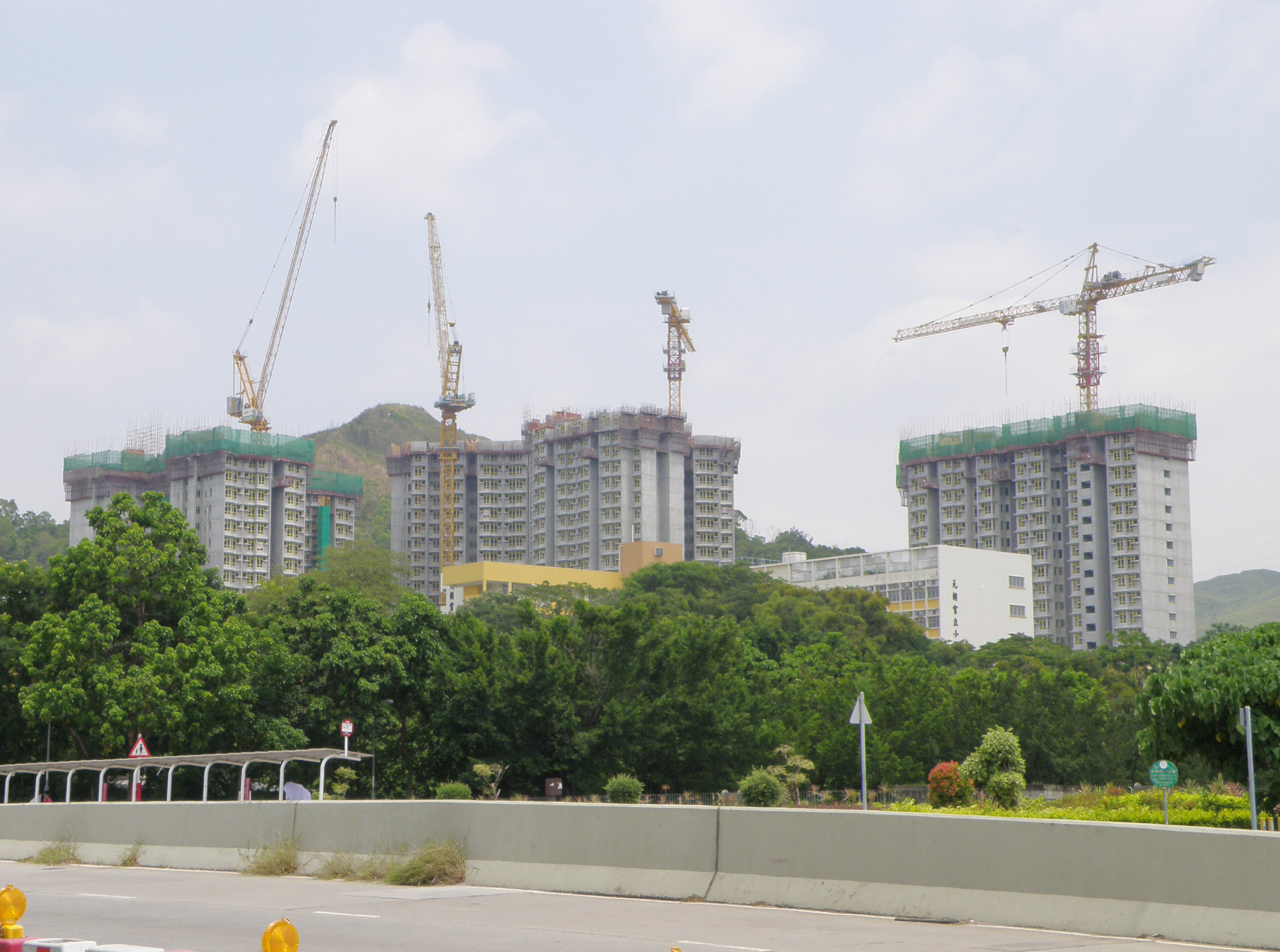
2015年7月
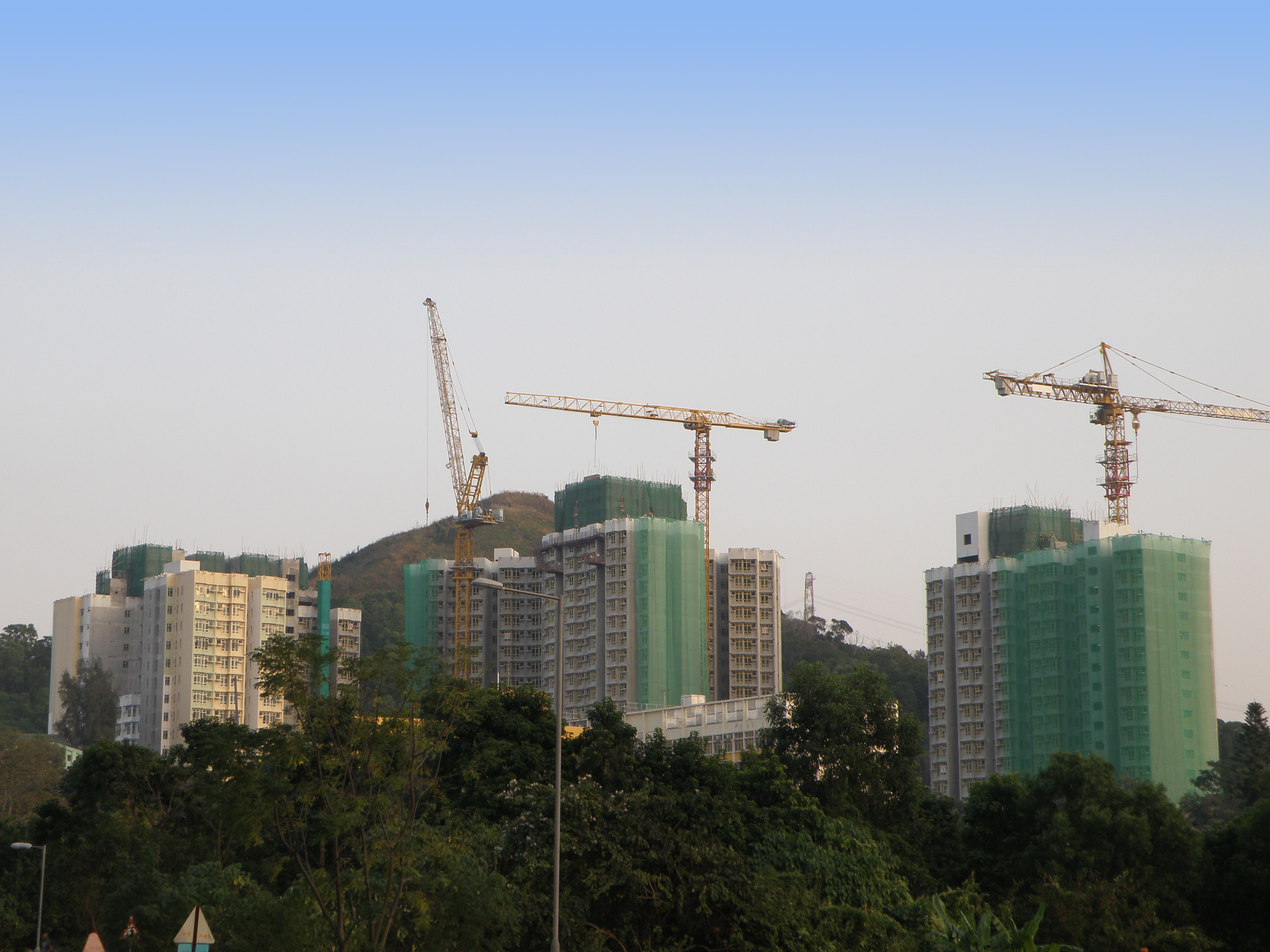
2015年11月
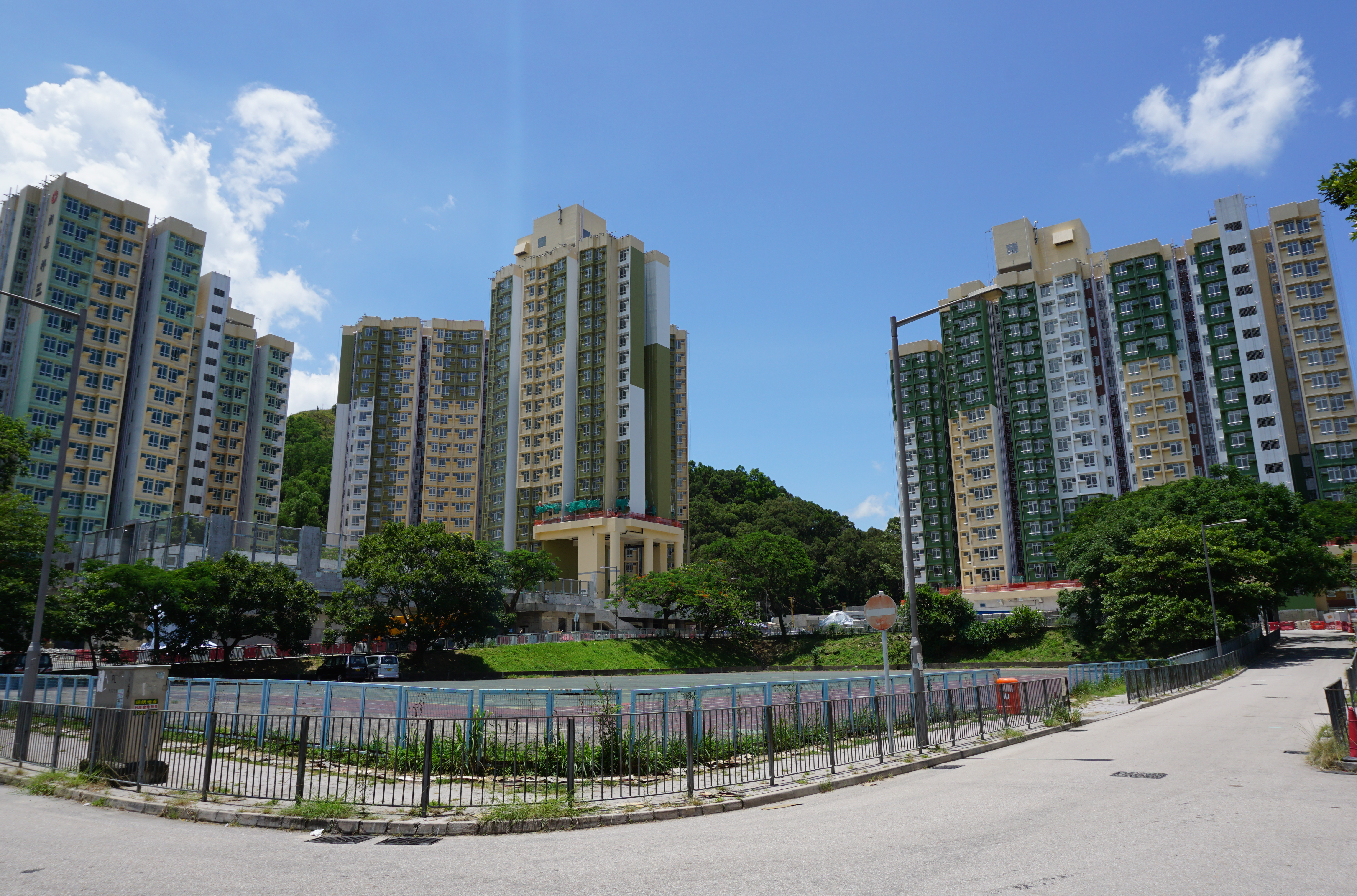
2016年6月
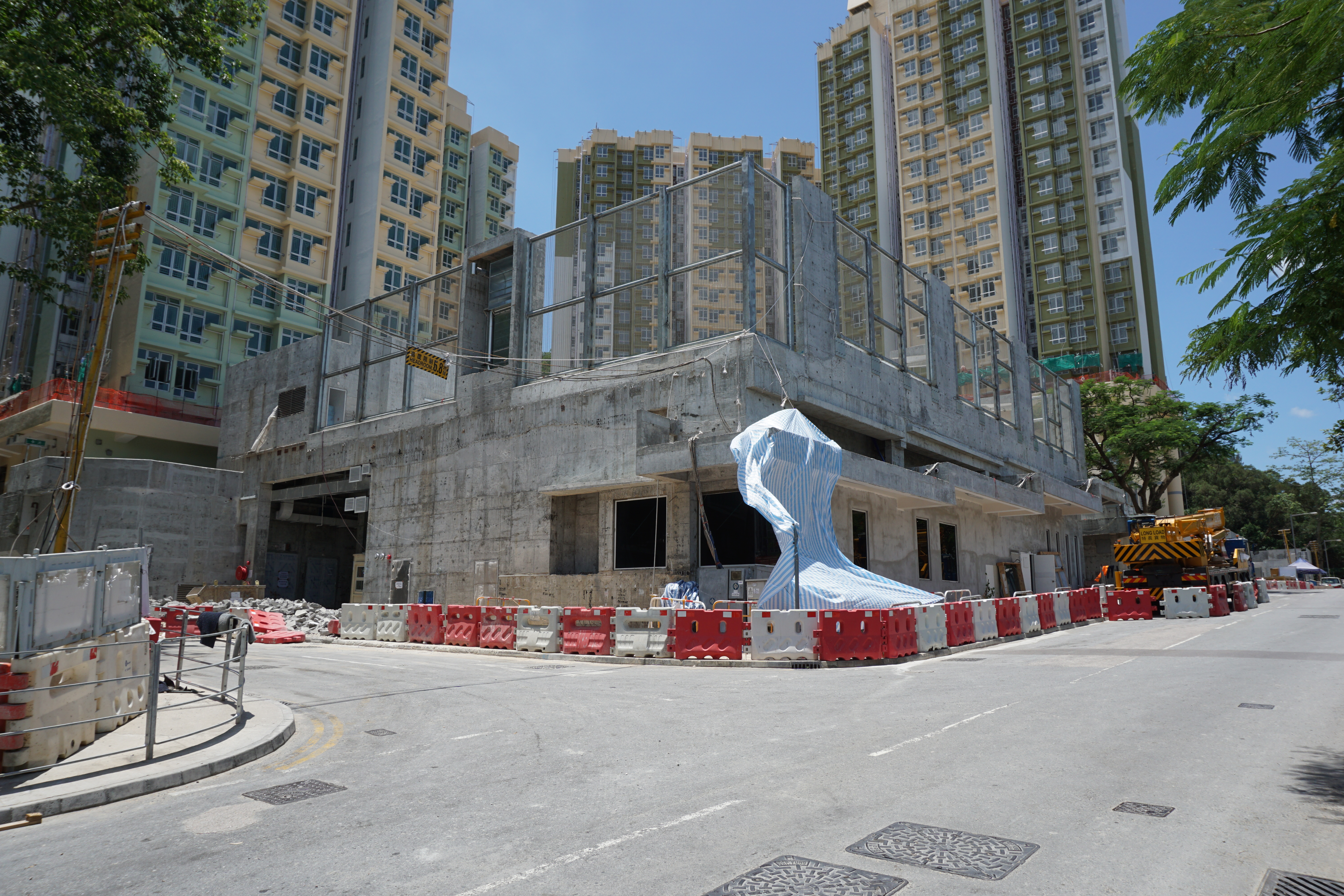
2016年6月，朗善商場
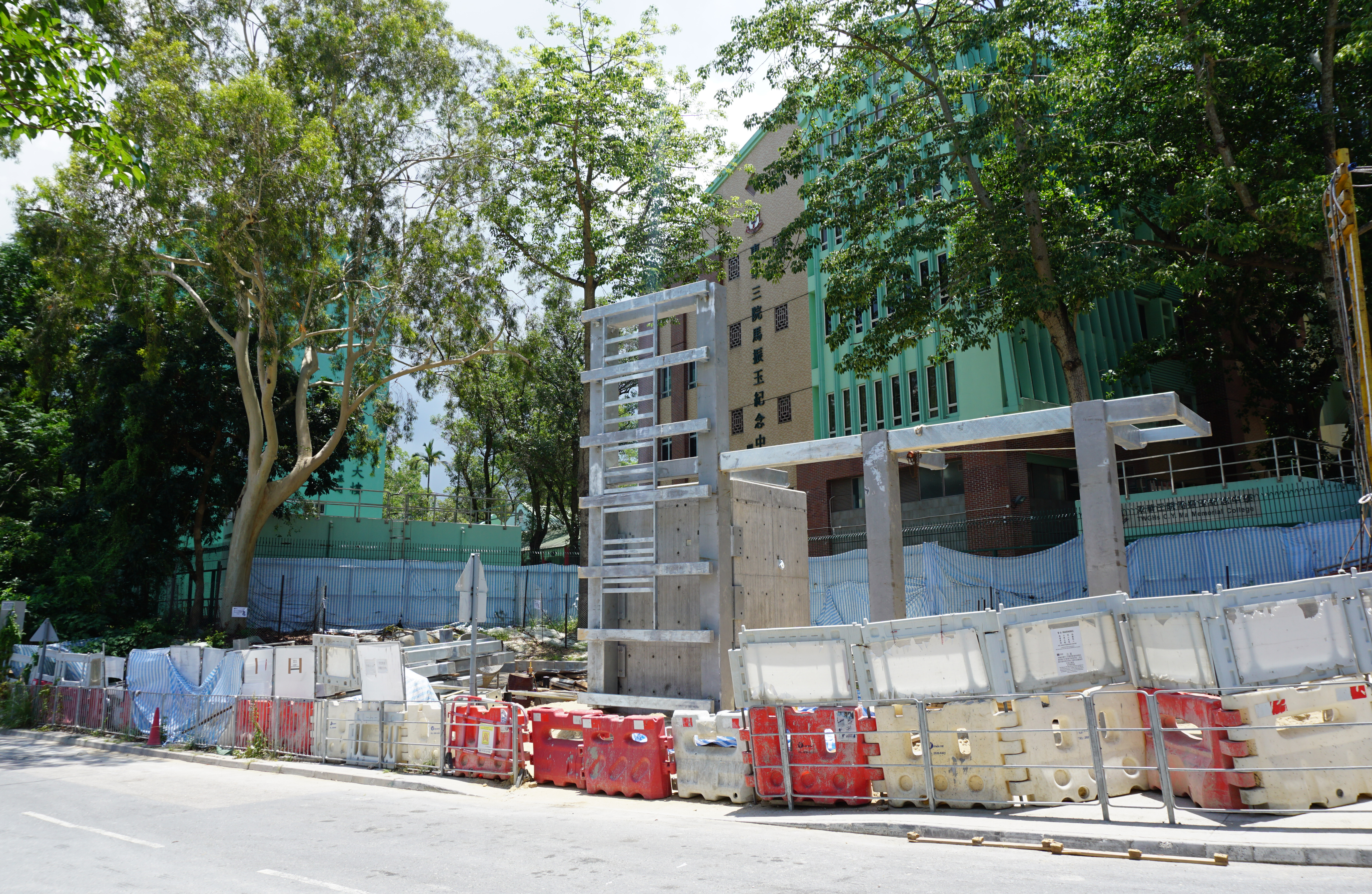
2016年6月，休憩區
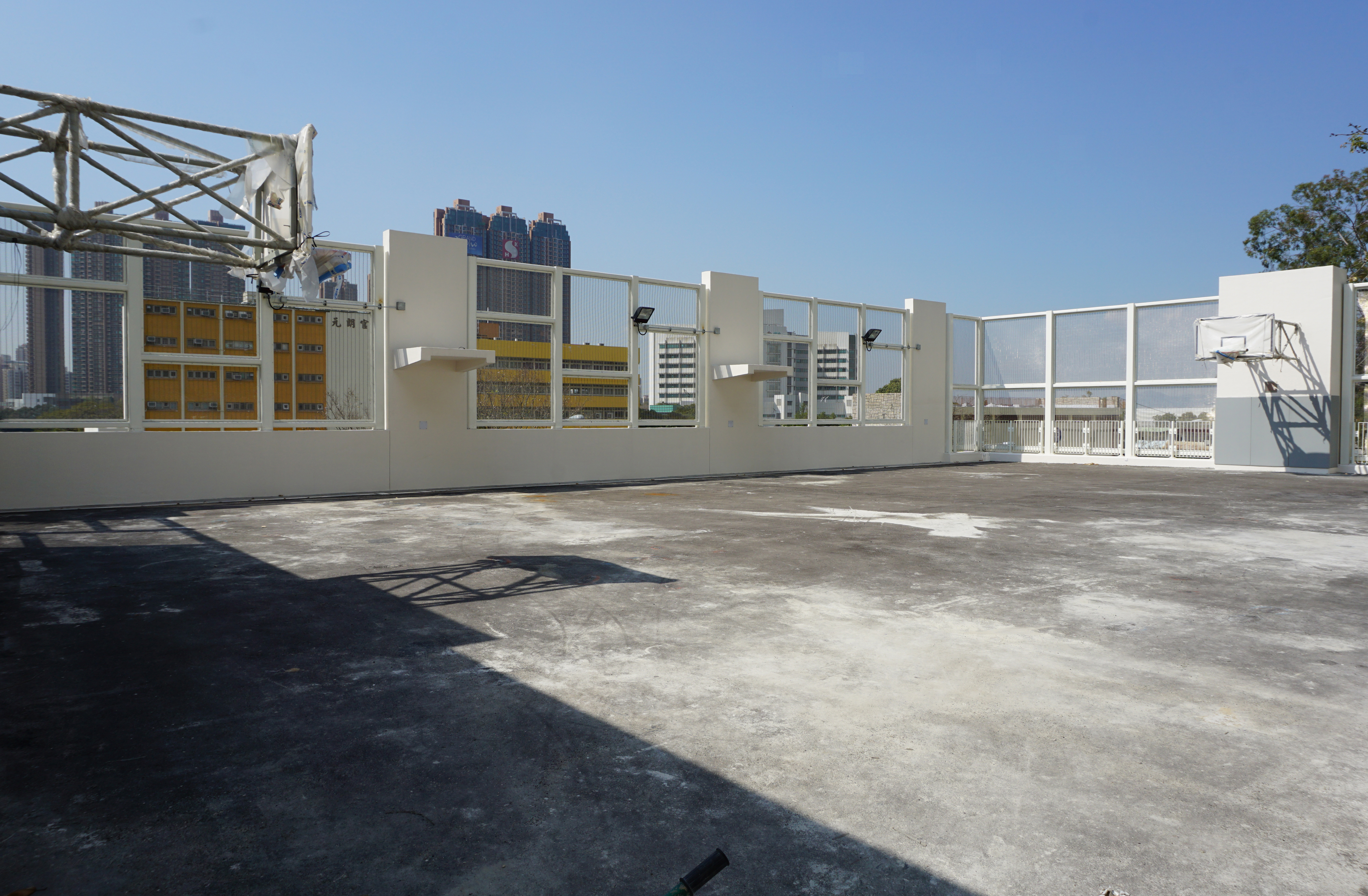
2017年2月，籃球場
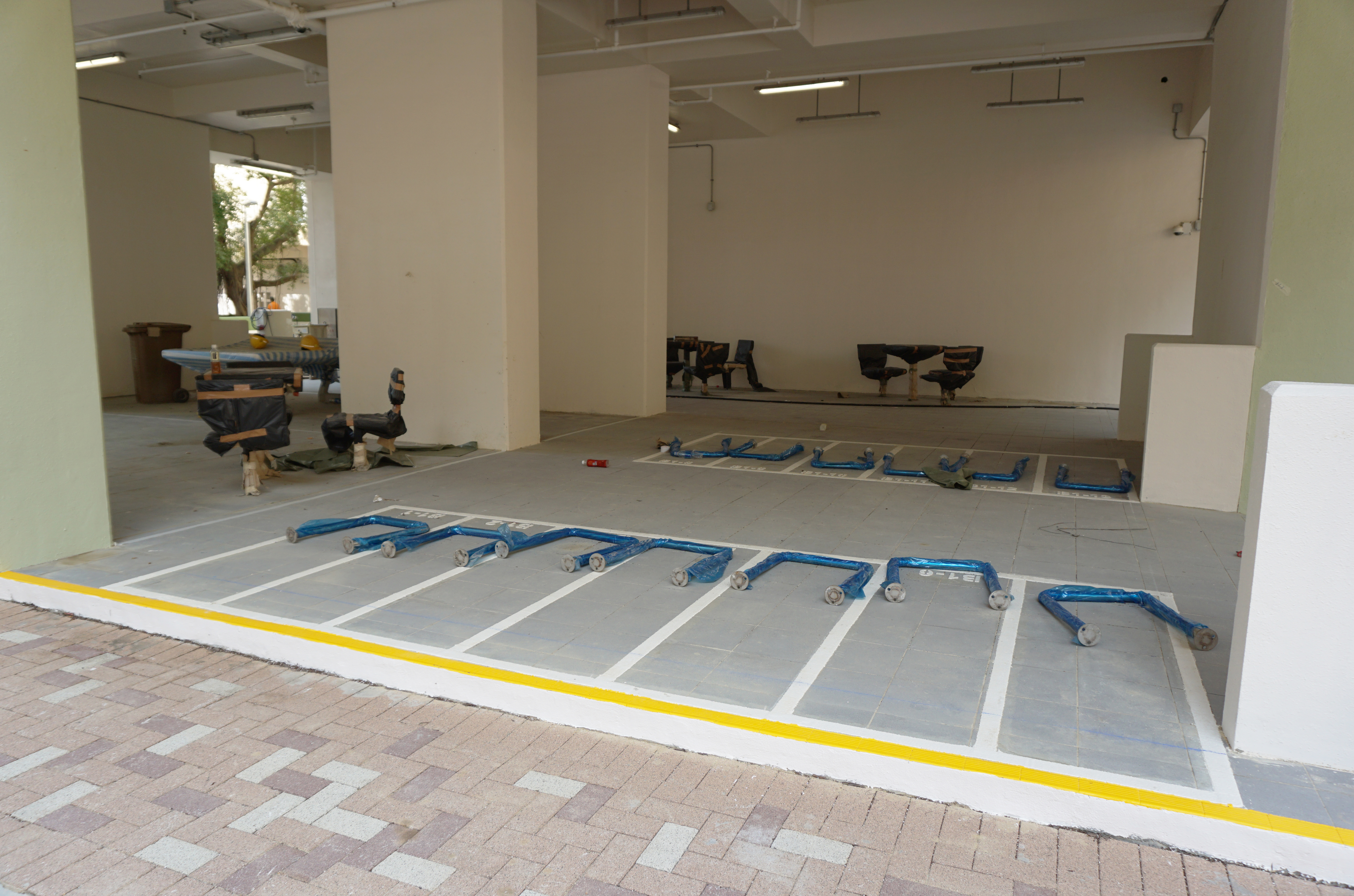
2017年2月，乒乓球檯、棋藝區及單車停泊處
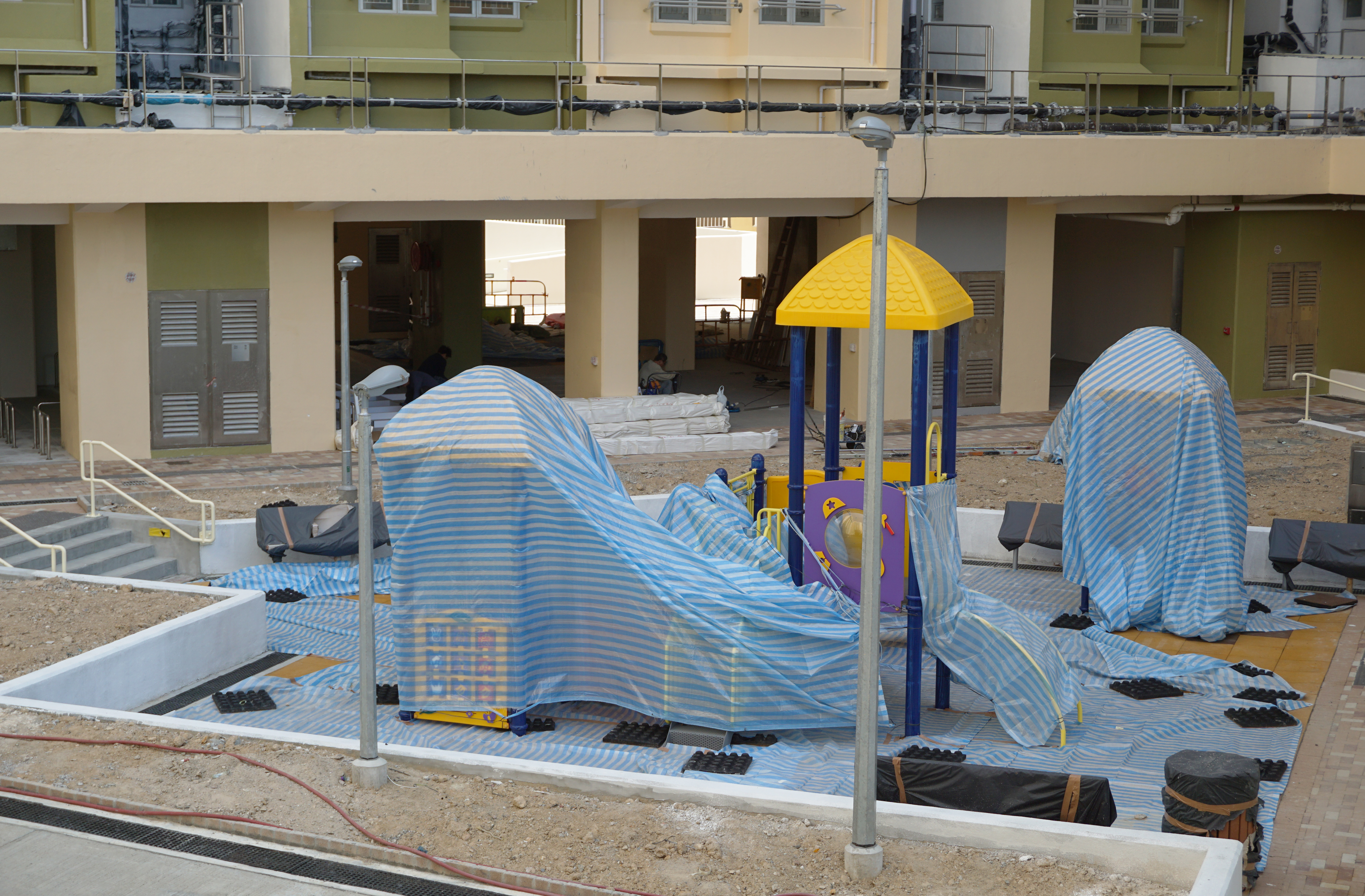
2017年2月，社區遊樂場
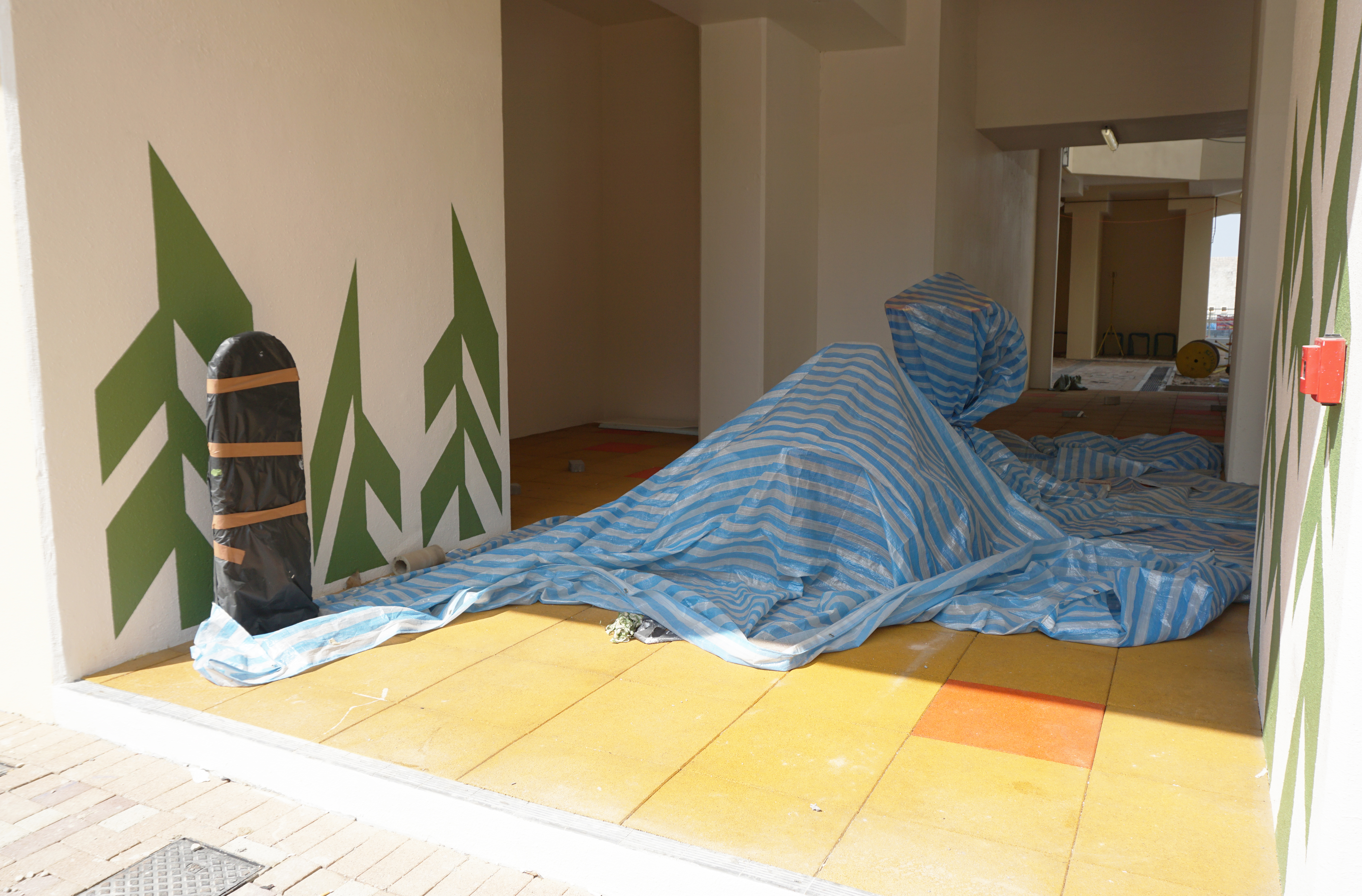
2017年2月，健體區
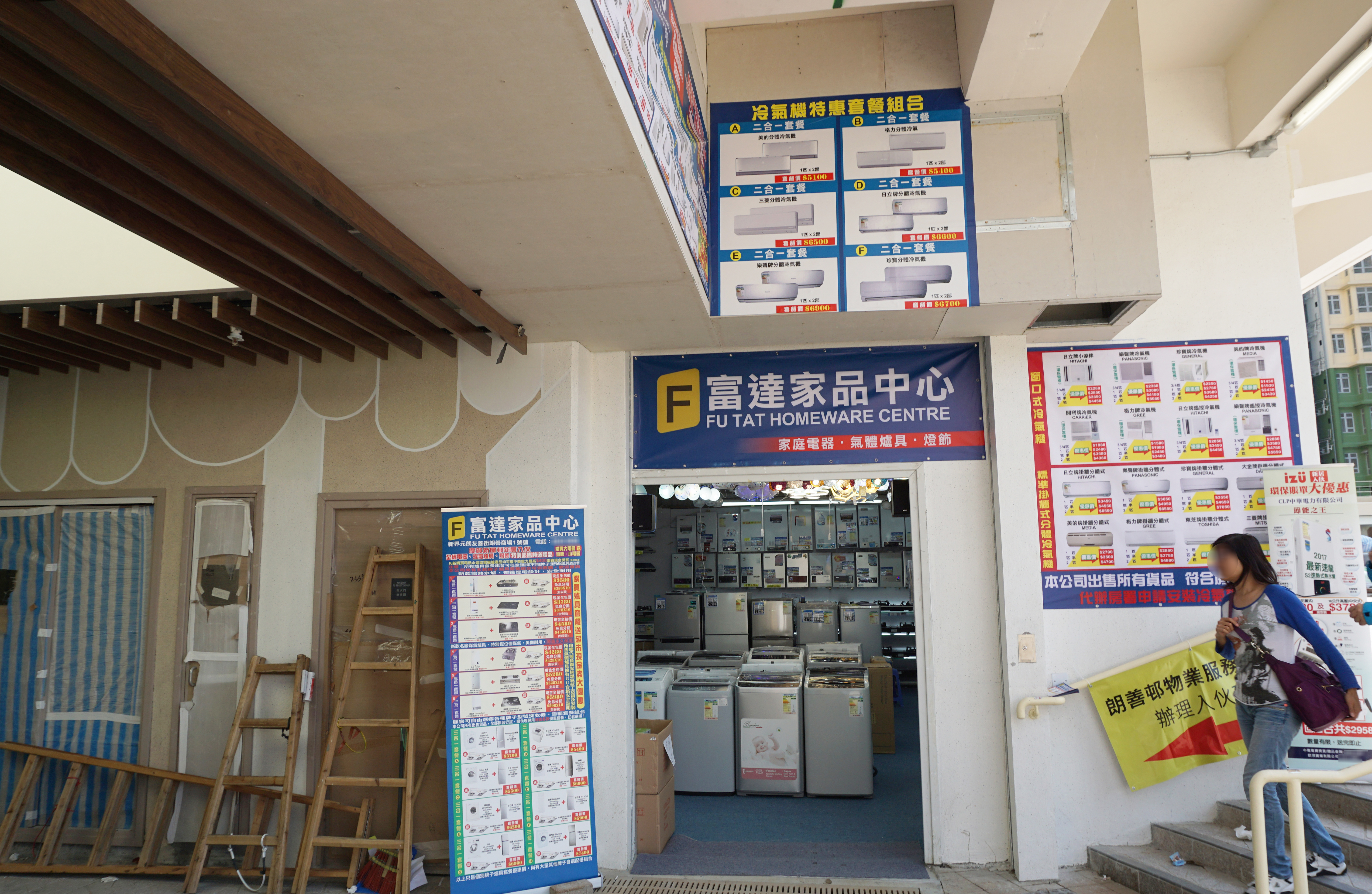
臨時商店
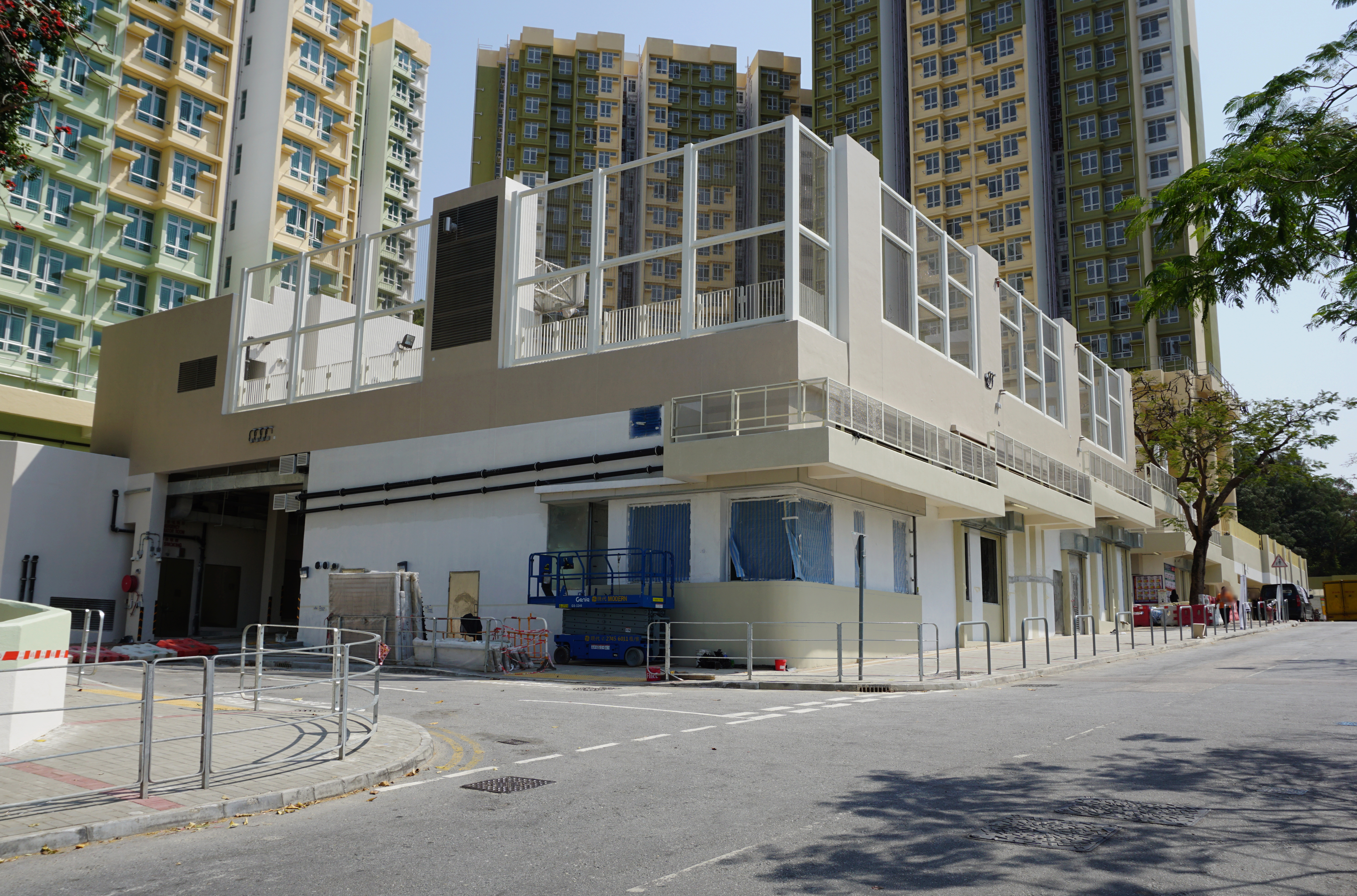
朗善商場
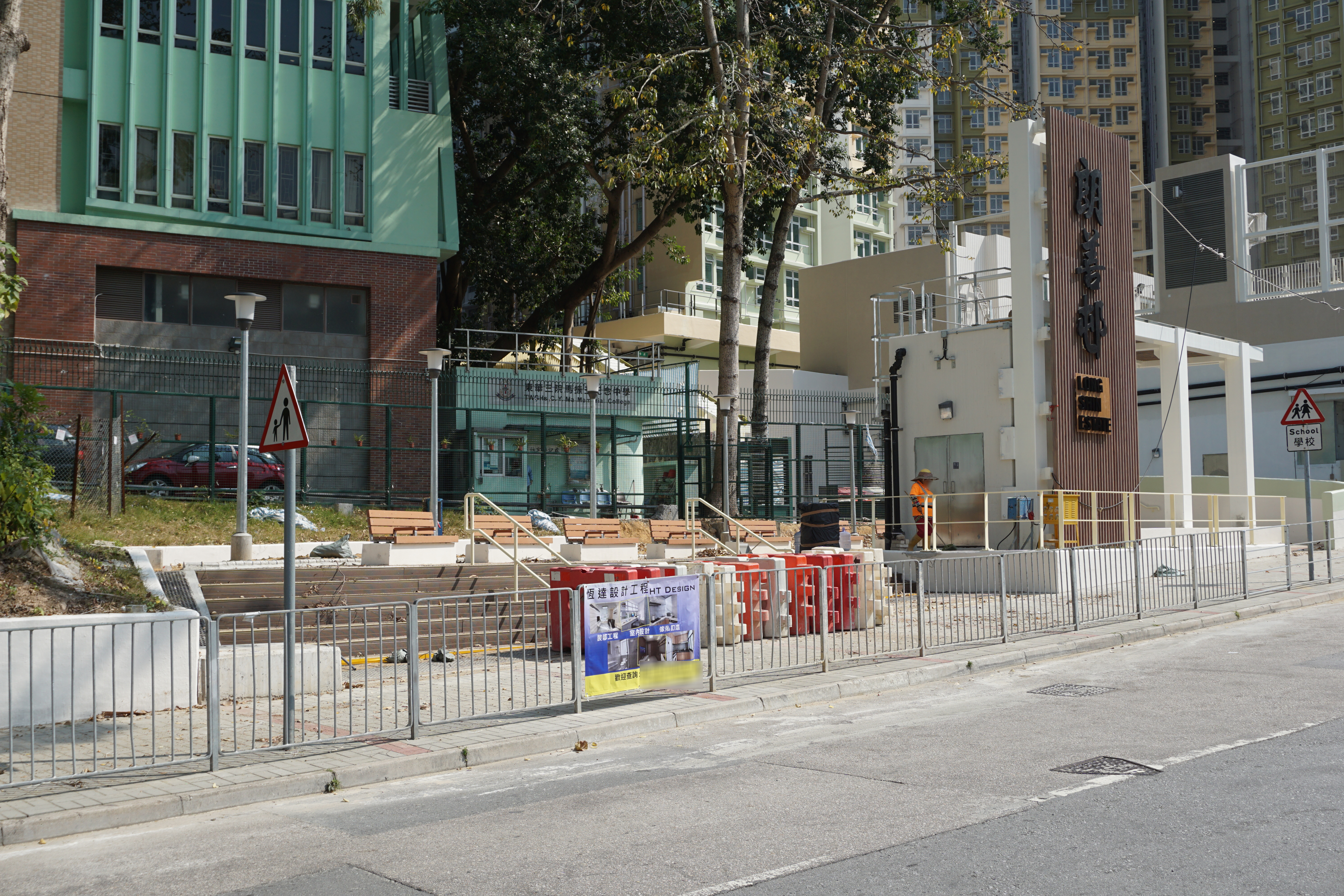
位於入口的休憩區
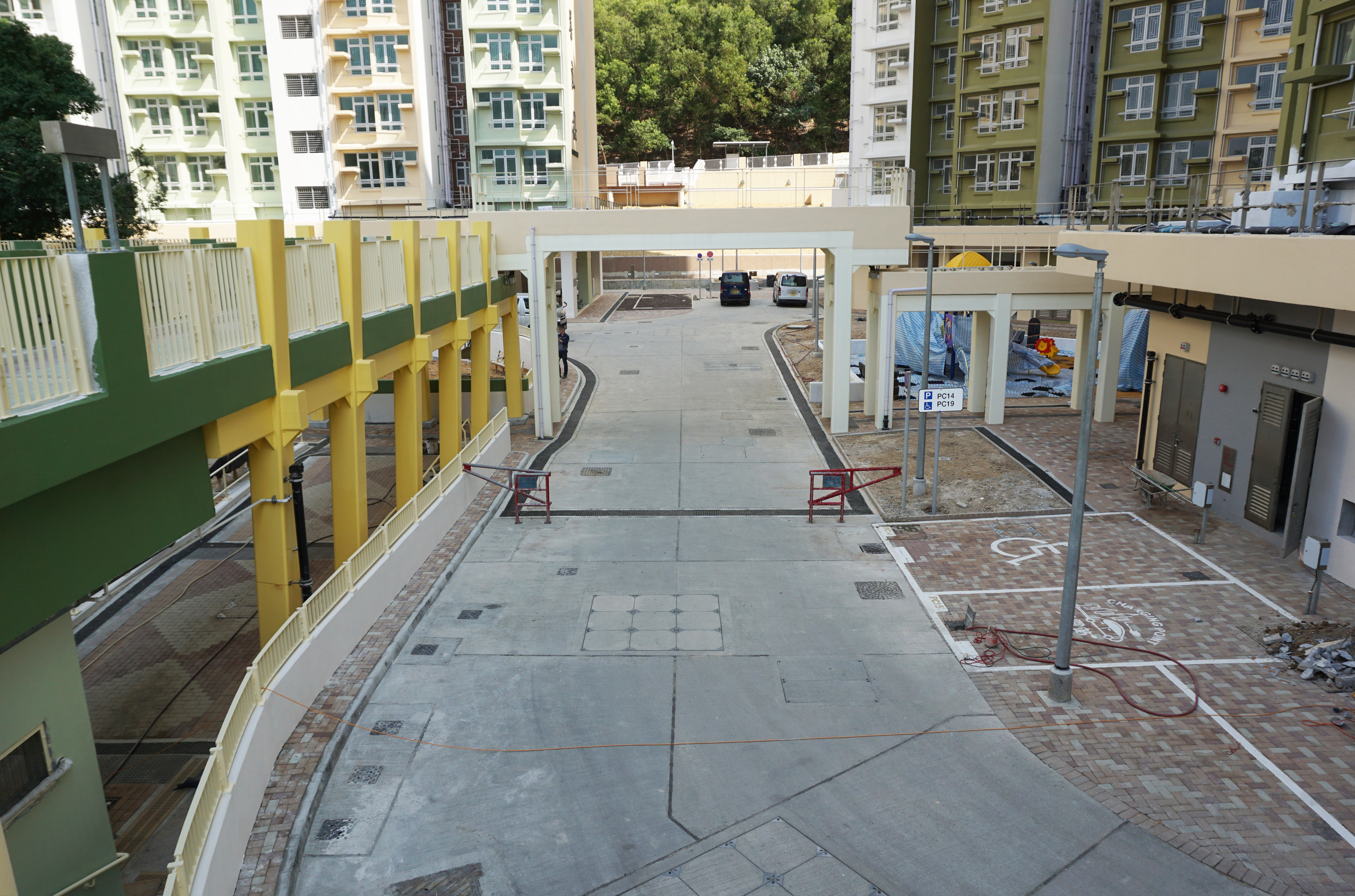
緊急行車通道

## 外部連結
- Facebook：朗善邨 （页面存档备份，存于）